# 佐藤東華
佐藤東華（さとう とうか、1867年（慶應3年）- 1923年（大正12年）12月16日）は、明治・大正時代のジャーナリスト。本名は佐藤敬吉（さとうけいきち）。

## 生涯
猊鼻渓（岩手県一関市東山町）の観光地開発に携わった佐藤猊巌（さとうげいがん）の実弟。1916年（大正5年）「磐井(いわい)の名勝」を出版、猊鼻渓の項あり。仙臺風藻（せんだいふうそう）1912年（大正元年）9月27日出版によると、慶應3年 丁卯 生まれで、中陸新聞、仙臺新聞、秋田魁新報などの記者として従事中と記載がある。後に北海道に移住した。また、「胆振公論」（いぶりこうろん）という雑誌を発行していた。生前に、3冊の書籍を出版している。大正12年12月16日に没す。享年57。北海道北見國野付牛峠（のっけうしとうげ）に墓がある。野付牛は現在の北見市である。

## 著作等
- 『支那朝鮮兵要地理案内 : 一名・清韓地図之解説』東京・杉山書店、1894年10月。奥付に「著作者 佐藤啓吉／岩手県東磐井郡長阪村」とある。
- 『巌手県全図 実測』金昌堂、1898。
- 『磐井乃名所 』文港堂書店、1916年。東京都立中央図書館所蔵